# Братское кладбище Никольского единоверческого монастыря
Братское кладбище Никольского единоверческого монастыря — некогда очень известный, но ныне разрушенный некрополь. Остатки некрополя находятся рядом с Преображенским кладбищем, недалеко от метро Преображенская площадь в Москве.
Здесь были похоронены настоятели, священнослужители и монахи Никольского единоверческого монастыря, а также многие из известных церковных деятелей, писателей, купцов и фабрикантов России — попечители и почётные меценаты данного монастыря.
Некрополь располагался на территории Никольского единоверческого монастыря в Москве.

## История
На территории Никольского единоверческого монастыря, рядом с храмом свт. Николая находилось небольшое братское (монастырское) кладбище.
Над тремя могилами находящимися рядом друг с другом за Никольским алтарём Соборного храма свт. Николая — над могилами архимандрита Павла, профессора Н. И. Субботина и игумена Серия, так как все они были деятельными членами Братства св. Петра Митрополита, была сооружена единая часовня по заказу, проекту и на средства Братства св. Петра Митрополита.
В начале 1920-х годов Никольский единоверческий монастырь был закрыт коммунистическими властями, а в братских корпусах было устроено общежитие завода «Радио», но и некоторое время после этого на территории монастыря около Никольского храма продолжались захоронения.
Декретом СНК от 7 декабря 1918 года «О кладбищах и похоронах» Православная Церковь и иные конфессии были отстранены от похоронного дела.
А в 1920-х годах появились «Санитарные нормы и правила устройства и содержания кладбищ» принятые советскими властями. Согласно этим нормам, кладбища не могли находиться рядом с общественными зданиями, и, тем более, на территории общежития.
Следуя этим нормам и инструкциям, примерно в начале 1930-х годов, было уничтожено большинство кладбищ находящихся на территории бывших монастырей или около православных храмов. Было уничтожено и братское кладбище Никольского единоверческого монастыря — памятники и кресты большей частью были выкопаны, и остался один уцелевший памятник, установленный в 1921 году над могилой Александры Ивановны Александровой — участницы революционного движения.